# موروکا
موروکا (انگلیسی: Moruca; ۱۰ اکتبر ۱۹۳۲ – ۱ ژانویهٔ ۲۰۱۷) بازیکن فوتبال اهل اسپانیا بود.
از باشگاه‌هایی که در آن بازی کرده‌است می‌توان به باشگاه فوتبال رئال بتیس و باشگاه فوتبال راسینگ سانتاندر اشاره کرد.